# Zeitungsdienst Graf Reischach
Der Zeitungsdienst Graf Reischach war eine deutsche Nachrichtenagentur mit Sitz in Berlin. Sie entstand in den letzten Jahren der Weimarer Republik und wurde durch Hans Joachim Graf von Reischach betrieben, einem frühen Anhänger des Nationalsozialismus (Teilnahme am Hitlerputsch von 1923) und (Chef-)Redakteur verschiedener NS-Zeitungen. Von Anfang an NSDAP-nah und für deren Gaupresse konzipiert, wurde das Unternehmen einige Jahre nach der Gründung für die Partei erworben und blieb bis 1945 unter ihrer Kontrolle. Gegen Ende des Zweiten Weltkriegs wurde der Betrieb eingestellt.

## Geschichte

### Aufbauphase
1931 wurde der Nationalsozialistische Zeitungsdienst durch Robert Ley gegründet, der im September jenes Jahres an Reischach den Auftrag gab, in Berlin ein Büro einzurichten. Ende des Jahres folgte bereits der komplette Umzug in die Hauptstadt. Am 1. Dezember 1932 übernahm Reischach den nun nach ihm benannten Dienst, zu dem im Zuge der Umwandlung der NS-Zeitungen von wöchentlicher auf täglicher Erscheinungsweise weitere Interessenten hinzukamen. (In der Literatur und den zeitungswissenschaftlichen Fachzeitschriften wird die Gründungsgeschichte des Dienstes meist nur jeweils in Teilaspekten und zuweilen mit der Übernahme als Neugründung dargestellt.) Laut einem Artikel anlässlich des 10-jährigen Bestehens des Dienstes sei der neutral wirkende Name ein „Tarnanstrich“ gewesen, in Wirklichkeit habe sich der Dienst in seinem Selbstverständnis einem Kampf mit (so auch ein vorangegangener Jubiläumsartikel) anfangs äußerst bescheidenen Mitteln gegen die „Systempresse“ verschrieben, die als zu jener Zeit scheinbar übermächtig beschrieben wurde.
Zur Zeit der Übernahme durch Reischach stellte der Dienst Nachrichten für sechs Zeitungen (Bayerische Ostmark, Rote Erde, Schlesische Tageszeitung, Niedersächsische Tageszeitung, Westdeutscher Beobachter und Schleswig-Holsteinische Tageszeitung) bereit. Im April 1933 wurde mit dem General-Anzeiger für Dortmund die erste Fernschreiberverbindung hergestellt, 1934 begann der Aufbau eines Auslandsdienstes, für den schließlich Korrespondenten in allen europäischen Hauptstädten tätig waren. Für den außereuropäischen Raum ist bekannt, dass es zumindest einen Vertreter im Iran gegeben hat. 1937 folgte der Deutschlanddienst. Die rasche Expansion führte dazu, dass nach dem obengenannten Jubiläumsartikel schließlich 40 Gauzeitungen beliefert und 150 Festangestellte sowie zahlreiche freie Mitarbeiter beschäftigt wurden.

### Etablierte Agentur der Vorkriegszeit
Innerhalb der Zentrale arbeiteten etwa 15 bis 20 Redakteure, die zusätzlich zum Auslands- und Deutschlanddienst einen Kultur- und politischen Dienst herausgaben. Als regelmäßige Beilagen erschienen die Berliner Musik- und Theaterbriefe sowie ein Kabeldienst mit „Interessantem aus aller Welt“.
Nach Fritz Schmidt, einem damaligen Mitarbeiter des Verwaltungsamts des Reichsleiters für die Presse (Max Amann) der NSDAP unter Rolf Rienhardt, wurden durch den Dienst „junge, sprachbegabte und besonders befähigte“ Journalisten, die bereits Erfahrungen in den Parteizeitungen gesammelt hatten und ideologisch gefestigt erschienen, zu Studienzwecken und zur Berichterstattung ins Ausland entsandt. Vorbild für diese Vorgehensweise seien für Rienhardt die britischen Zeitungen gewesen, von denen besonders die Times auf einen solchen beständig aufgefrischten Stab von Spezialisten fürs Ausland gesetzt habe. Zusätzlich habe es noch hauptamtliche Korrespondenten gegeben, deren Berichte durch den Dienst zusammen mit der Schriftleitung des Verwaltungsamts für diejenigen Parteizeitungen aufgeteilt worden seien, deren Verbreitungsgebiete sich nicht berührten. Für die Zeitungen, hinter denen der NSDAP-eigene Franz-Eher-Verlag nicht als Herausgeber sichtbar sein sollte, seien andere Dienste mit eigenen Korrespondenten eingerichtet worden (Schmidts kurz nach dem Zweiten Weltkrieg verfasster Bericht ist aufgrund von zahlreichen Fehlern und apologetischer Tendenz im Allgemeinen nur kritisch zu verwenden), von den vorgenannten Aussagen kann allerdings zumindest ein Teil bestätigt werden).
Die Verbreitung der Nachrichten geschah über Fernschreiber, Telefon und Brief. Für den ersteren Übermittlungsweg standen 17 Geräte für die wichtigsten Abnehmer zur Verfügung. Obwohl der Dienst ursprünglich nur die Gaupresse beliefern sollte, griffen bald auch bürgerliche Medien auf ihn zurück, da er Themen bot, die durch das Deutsche Nachrichtenbüro und die Nationalsozialistische Parteikorrespondenz nicht abgedeckt wurden. Im April 1937 wurde das Unternehmen durch Max Amann übernommen, womit es fortan zum Eigentum der NSDAP zählte. Zunächst zusammen mit der Telegraphen-Union in einem Haus beherbergt, zog es mit deren Nachfolger, dem Deutschen Nachrichtenbüro, in die Charlottenstraße, bis der Dienst schließlich schräg gegenüber im 1936 eingeweihten Haus der NS-Presse, Charlottenstraße 82, das die Berliner Schriftleitungen der wichtigsten NS-Zeitungen an zentraler Stelle zusammenfasste, untergebracht wurde.
Mehrfach wurden Korrespondenten der Agentur ausgewiesen, 1935 aus Rom, 1937 aus London und 1939 aus Warschau. Dem Italien-Korrespondenten wurde vorgeworfen, über die Stimmungslage in Italien zum Abessinienkrieg frei erfundene Nachrichten fabriziert zu haben. Bei der Ausweisung des Korrespondenten in London spielte dessen Vergangenheit als Ortsgruppenleiter der NSDAP in Rom eine Rolle, in dieser Funktion sei er entsprechend einem Bericht repressiv vorgegangen und habe mit Denunziation gedroht, zudem habe er den deutschen Botschafter ausspioniert wie auch Militärspionage betrieben (außerdem gebe es bereits ohnehin zu viele deutsche Journalisten im Land). Zum Polen-Korrespondenten wurde von deutscher Seite aus bekräftigt, dass dieser keinen Anlass zur Klage gegeben habe, die angeblichen Vorwände wurden nicht erläutert.

### Zweiter Weltkrieg
Im nationalsozialistischen Deutschland war ein Nebeneinander von verschiedenen Nachrichtenagenturen mit sich teilweise überschneidenden Arbeitsbereichen entstanden. Dies missfiel Propagandaminister Joseph Goebbels, der seinen Tagebüchern zufolge im Februar 1942 auf eine Neuordnung drängte. So sollte nach seinen Vorstellungen Transocean nur noch in Übersee und Europapress nur noch in Europa arbeiten, das Deutsche Nachrichtenbüro hingegen keinen Beschränkungen unterworfen sein. Der Reischach-Dienst sollte dabei die Auswertung von Transocean und Europapress im Deutschen Reich übernehmen, während er Innerdeutsches gesammelt an diese Auslandsdienste abzugeben habe. Auch sollte er im Zuge dieser Neuordnung von Partei- in Staatsbesitz überführt werden, denn nach Goebbels Ansicht war die Nachrichtenpolitik die Hoheitsfunktion des Staates. Hier konnte sich Goebbels jedoch nicht durchsetzen, der Reischach-Dienst blieb unter Kontrolle der NSDAP. Dennoch gehörte dieser auch weiterhin zu den Agenturen und Zeitungen, auf deren Vertreter er in grundsätzlichen inhaltlichen Fragen Einfluss zu nehmen versuchte.
Während des Zweiten Weltkriegs belieferte der Dienst neben der Inlandspresse gelegentlich auch die Frontzeitungen. Die Kriegsberichte kamen auch von Reischach selbst, dies galt ebenfalls für Hauptschriftleiter Karl Türk, der von Werner Stephan in dessen Memoiren als führender Außenpolitiker der Parteipresse, der früh vom Nationalsozialismus erfasst worden und in jungen Jahren zu Reischach gestoßen war, beschrieben wurde. Türk, laut Stephan illusionslos und kritisch, starb nach dem Bericht einer Feldzeitung 1941 als Schriftleiter-Soldat an der Ostfront. Dieses Schicksal scheint er mit einigen seiner Kollegen geteilt zu haben, so berichtet der Jubiläumsartikel, dass fast alle der Schriftleiter Soldaten geworden oder gewesen und größtenteils als Kriegsberichterstatter zum Einsatz gekommen seien. Bis zum damaligen Zeitpunkt seien fünf Schriftleiter (nach dem Wortlaut des Artikels) den „Heldentod“ gestorben. Gegen Ende des Krieges stellte der Dienst zusammen mit dem Rest des Amannschen Presseimperiums den Betrieb ein.

## Mitarbeiter (Auswahl)
- Harald Böckmann, zuvor u. a. Hauptschriftleiter des Hamburger Tageblatts und Abteilungsleiter des Deutschen Nachrichtenbüros[28]
- Cornelia „Lia“ Clarke, irische pro-nationalsozialistische Schriftstellerin und Journalistin, verheiratet mit Austin Clarke. Sie kam zum Reischach-Dienst als Kompensation für eine entzogene Stelle beim Deutschen Nachrichtenbüro.[29]
- Willi Janke, Korrespondent in Brüssel und Den Haag, zuvor in Amsterdam für Wolffs Telegraphisches Bureau und das Deutsche Nachrichtenbüro. Später im Reichskommissariat Niederlande als Pressechef, dann in Zürich als Vizekonsul tätig.[30]
- Wilhelm Jung, zuvor Leiter des Informationsdienstes der Reichspressestelle der NSDAP und Leiter des Parteipressesonderdienstes im Pressepolitischen Amt der NSDAP (durch Fälschung des Geburtsdatums bereits 1925 im Alter von 13 Jahren Parteimitglied geworden)[31]
- Wolfdieter[Anmerkungen 1] von Langen, Korrespondent in Rom (zugleich Ortsgruppenleiter der NSDAP), Aufenthaltsbewilligung nicht verlängert, dann in London (von dort 1937 ausgewiesen, siehe Geschichtsabschnitt)[32]
- Rudolf Pörtner, Journalist und Schriftsteller[33]
- Kurt Teege, 1939 aus Warschau ausgewiesen (siehe Geschichtsabschnitt), später erster Hauptschriftleiter des Besatzungsblattes Deutsche Zeitung in Norwegen[34]
- Ludwig Vogl, später kurzzeitig Hauptschriftleiter der Krakauer Zeitung[35]